# Keio Group
Die Keio Group (jap. 京王グループ, Keiō Gurūpu) ist ein japanischer Konzern mit Sitz in Tama in der Präfektur Tokio. Er ist um die Bahngesellschaft Keiō Dentetsu herum strukturiert. Die dazu gehörenden Unternehmen sind in den Sparten Verkehr, Immobilien, Einzelhandel, Freizeit und Dienstleistungen tätig, wobei die meisten darauf ausgerichtet sind, die Wertschöpfung des Keiō-Bahnnetzes in den westlichen Vororten Tokios zu erhöhen. Im Geschäftsjahr 2018/19 umfasste die Keio Group 56 Unternehmen, die zusammen rund 20.000 Mitarbeiter beschäftigten und einen Umsatz von 447,08 Milliarden Yen (ca. 3,67 Milliarden Euro) erwirtschafteten.

## Die wichtigsten Unternehmen

### Bahngesellschaften
- Keiō Dentetsu: Bahnverkehr in der Präfektur Tokio
- Mitake Tozan Tetsudō: Standseilbahn und Sessellift auf den Berg Mitake
- Takao Tozan Dentetsu: Standseilbahn und Sessellift auf den Berg Takao

### Busbetriebe
- Keiō Dentetsu Bus: Busverkehr westlich von Tokio Tokio mit den Teilbetrieben
  - Keiō Bus Azuma
  - Keiō Bus Chūō
  - Keiō Bus Koganei
  - Keiō Bus Minami
- Nishi Tōkyō Bus: Busverkehr in der westlichen Tama-Region

### Einzelhandel
- Keio Atman: Haushaltwaren
- Keio Book Sales: Buchhandlungen
- Keio Department Store: Warenhäuser
- Keio Foods: Bäckereien und Cafés
- Keio Green Service: Blumenläden und Landschaftsgärtnerei
- Keio Store: Einkaufszentren und Convenience Shops

### Immobilien
- Keiō Chika Chūshajō: Betrieb von Parkhäusern
- Keiō Fudōsan: Immobilienhandel
- ReBita: Immobilienverwaltung

### Freizeit und Dienstleistungen
- Keio Agency: Werbeagentur
- Keio Plaza Hotel: Hotelkette
- Keio Presso Inn: Bed and Breakfast
- Keio Recreation: Betrieb von Sportanlagen
- Keio Restaurant: Gastronomiebetriebe
- Keio Travel Agency: Reisebüros

### Sonstiges
- Keio Construction: Bauunternehmen
- Keio Farewell Support: Bestattungsunternehmen
- Keio Heavy Equipment Maintenance: Unterhalt und Umbau von Bahnfahrzeugen
- Keio Motor: Taxibetrieb
- Keio Rail-Land: Eisenbahnmuseum

## Ehemals im Besitz der Keio Group (Auswahl)
- Fernbusverkehr
- Kanagawa Chūō Kōtsū: Busverkehr in der Präfektur Kanagawa
- Musashi Chūō Denki Tetsudō: Straßenbahn in Hachiōji
- Tama Bus: Busverkehr in der Region Hachiōji